# Jozef Van Alsenoy
Jozef (Jos) Van Alsenoy (Antwerpen, 20 juli 1913 — Antwerpen, 4 februari 1987), ook onder pseudoniem Dirk Wilmars, was een Antwerps jurist, advocaat, magistraat, essayist, aforist en kunstkenner.

## Levensloop
Jozef Van Alsenoy werd geboren in Antwerpen uit een familie afkomstig uit de polderstreek. Hij volgde de humaniora aan het Sint-Stanislascollege in Berchem (Antwerpen). Hij was van plan zeeofficier te worden en liet zich daarom herhaaldelijk aanmonsteren als lichtmatroos voor reizen naar onder meer Kongo, Angola, Buenos Aires, Rio de Janeiro, Bahia Blanca en New York. Hij behaalde in 1936 het doctoraat in de rechten voor de Centrale Jury en schreef zich hetzelfde jaar in aan de Balie van Antwerpen.
Jos Van Alsenoy hield in 1950 de openingsrede op de plechtige openingszitting van de Vlaamse Conferentie der Balie van Antwerpen onder de titel: “Lof der hypocrisie”.
Literaire bijdragen van hem verschenen onder meer in de tijdschriften Vlaanderen, Trefpunt en in Handelingen van de Koninklijke Zuidnederlandse Maatschappij voor Taal- en Letterkunde en Geschiedenis.

## Werken

#### Jos. Van Alsenoy
- De lof der hypocrisie. Antwerpen: De Ontwikkeling, 1956. 140 p. Aforismen.
- De ongevallen op de weg van het werk, Antwerpen: S.V. Ontwikkeling, 1958. 112 p. Rechtskundig werk.

#### Onder pseudoniem Dirk Wilmars
- De psychologie van de Franstalige in Vlaanderen. De achtergrond van de taalstrijd (met een inleiding van Theo Lefèvre). Antwerpen: Standaard-Boekhandel en Utrecht: Het Karveel, 1966. 161 p. (Tweede druk: Antwerpen 1968). De achtergrond van de taalstrijd.
  - Ook in het Frans verschenen als: Le problème Belge — La minorité Francophone en Flandre (préface par Théo Lefèvre; traduit du néerlandais et adapté par Edmond Knaeps). Anvers: Editions Erasme, 1968. 212 p.[6]
- Diagnose Brussel. Antwerpen: Standaard-Boekhandel, 1971. 132p. (met een vooraf door burgemeester Lode Craeybeckx). Over de taal-en cultuurstrijd te Brussel.[7]
- De losbandigen. Antwerpen: L. Opdebeeck, 1971. 167 p. Historische roman over de geschiedenis van een ketterse sekte te Antwerpen.
- Om de dood te overwinnen zijn de kruipdieren gaan vliegen (Kijkgatpaperback ; 13). Antwerpen: Walter Soethoudt, 1974. 44 p. Aforismen.
- Arm Vlaanderen zingt: of, Het geluk der onbewusten, Antwerpen: De Dageraad, 1975. 214 p. Analyse van de 19e-eeuwse Antwerpse liedjesdichter en volkszanger Andreas de Weerdt.

##### Tijdschriften
- "Kunst en geest: De pracht van de Vlaamse lelijkheid", in: Vlaanderen, Jaargang 16 (1967), p. 192—194.[8]
- "De magie van het woord", in: Handelingen der Koninklijke Zuidnederlandse …, Vol. XXIII (1969), p. 399—419.[9]